# Gmach Opery Śląskiej w Bytomiu
Gmach Opery Śląskiej w Bytomiu – budynek teatru (obecnie opera) wzniesiony w latach 1898–1901 w Bytomiu, wpisany do rejestru zabytków nieruchomych województwa śląskiego.
Neoklasycystyczny budynek był pierwotnie siedzibą teatru miejskiego, dysponował także salą koncertową i pokojami zebrań organizacji społecznych. Od 1945 roku jest siedzibą Opery Śląskiej. Na przestrzeni kilkudziesięciu lat gmach uległ licznym remontom i modyfikacjom, w tym m.in. przebudowie według projektu Hansa Poelziga. W 2000 budynek został częściowo uszkodzony przez pożar, co odbiło się m.in. na nowoczesnej formie dachu wieńczącej część zachodnią. 

## Historia
Budowa teatru miejskiego w Bytomiu, będący poprzednikiem dzisiejszej Opery Śląskiej, została zainicjowana przez bankiera i miłośnika muzyki, Franza Landsbergera, który w tym celu powołał Towarzystwo Domu Koncertowego (niem. Konzerthausgesellschaft). Projekt poparli m.in. nadburmistrz Bytomia Georg Brüning oraz dyrektorzy górnośląskich przedsiębiorstw przemysłowych, a główni darczyńcy to stocznia Caesar Wollheim-Werft i przedsiębiorca górniczy Fritz von Friedlaender-Fuld. Bytomski Magistrat ofiarował parcelę pod budowę teatru oraz udzielił nieoprocentowanego kredytu hipotecznego na kwotę 300 000 marek. Projekt budynku wykonał berliński architekt Alexander Böhm (inne źródła podają, iż był to Albert Bohm). Budowę rozpoczęto w połowie 1898 roku (według innych źródłem w 1899 roku). Odbiór budynku nastąpił 18 września 1901 roku, a oficjalne otwarcie – 1 października 1901 roku (według innego źródła budynek oddano do użytku w 1903 roku). Zagrano wówczas uwerturę Ludwiga van Beethovena pt. Poświęcenie domu. Budynek był siedzibą Teatru Miejskiego, dysponował salą koncertową oraz pokojami zebrań organizacji społecznych, był pierwszym tego typu obiektem w rejonie konurbacji górnośląskiej. Modernizacja została przeprowadzona w 1910 roku. W 1927 roku budynek przebudowano według projektu Hansa Poelziga. Utworzono wówczas przejście pomiędzy domem koncertowym i teatrem. Poprawiono akustykę sali koncertowej poprzez obudowanie ścian oraz sufitu dyktą bądź sklejką. Zmienił się również wygląd elewacji zachodniej, zmieniono kształt niektórych okien, część z nich zamurowano i przekształcono w blendy.  
Obie sale: koncertową i teatralną użytkowano do 1944 roku. Od 1945 roku gmach jest siedzibą Opery Śląskiej, jego właścicielem jest Skarb państwa. W latach 40. XX wieku jedno ze skrzydeł teatru wykorzystywał Związek Zawodowy Metalowców i Bytomskiego Zjednoczenia Przemysłu Węglowego, powróciło ono do Opery Śląskiej w latach 50. XX wieku. Sala koncertowa w latach 50. XX wieku została przekształcona w salę ćwiczeń baletu, scena została zamurowana, a za nią urządzono garderoby. Budynek w latach 50. i 60. XX wieku był wielokrotnie przebudowywany i rozbudowywany. W 1957 roku przed fasadą zachodnią odsłonięto pomnik Fryderyka Chopina w postaci popiersia autorstwa Aleksandra Żurakowskiego. 
28 marca 1977 roku gmach wpisano do rejestru zabytków nieruchomych województwa katowickiego. W 2000 roku przeprowadzano remont m.in. poszycia dachu, podczas którego 24 sierpnia 2000 roku w nocy doszło do pożaru opery, który doprowadził do znacznych strat: spalił się dach, strop i wystrój sali baletowej (dawnej sali koncertowej) oraz zalano magazyn z kostiumami. Po pożarze zniszczona sala baletowa została odbudowana według pierwotnego zamysłu i przywrócono jej charakter sali koncertowej, natomiast nowa sala baletowa powstała na ostatniej kondygnacji części zachodniej, wieńczy ją nowoczesna kopuła. Na lata 2022–2023 zaplanowano remont i modernizację opery, w tym jej rozbudowę, przebudowę i nadbudowę, prace rozpoczęto w styczniu 2022 roku. W listopadzie 2023 roku nastąpiło otwarcie sceny operowej po wielkim remoncie. Koszt przedsięwzięcia, za które odpowiada Alstal Grupa Budowlana, oszacowano na ponad 58 mln zł.

## Architektura
Budynek w stylu neoklasycystycznym, z elementami ekspresjonistycznymi, secesyjnymi i stylu empire. Bryła budynku o nieregularnym rzucie na narożnej działce o powierzchni 5090 m², dwuczłonowa, część zachodnia służy na potrzeby baletu i koncertów, znajduje się tam sala koncertowa im. Adama Didura (pierwotnie przeznaczona dla 520 osób, obecnie dla 200), natomiast w części wschodniej znajduje się scena główna opery, pierwotnie na 631 miejsc, obecnie ze względów bezpieczeństwa na 391 miejsc, wieńczy ją latarnia wentylacyjna. Do gmachu prowadzą dwa wejścia poprzez reprezentacyjne fasady, e fasadzie zachodniej centralny ryzalit wieńczy tympanon. Oprócz dwóch głównych budynków z salami na działce znajdują się wzniesione częściowo po II wojnie światowej inne budynki administracyjne (dyrekcja opery) i gospodarcze, które dzielą dwa dziedzińce.    
W 1925 roku w foyer teatru umieszczono tablicę pamiątkową poświęconą Franzowi Landsbergerowi; została ona usunięta przez nazistów w latach 30. XX wieku. We wnętrzu znajduje się tablica poświęcona dyrektorowi Opery Śląskiej Napoleonowi Siessowi.

## Galeria

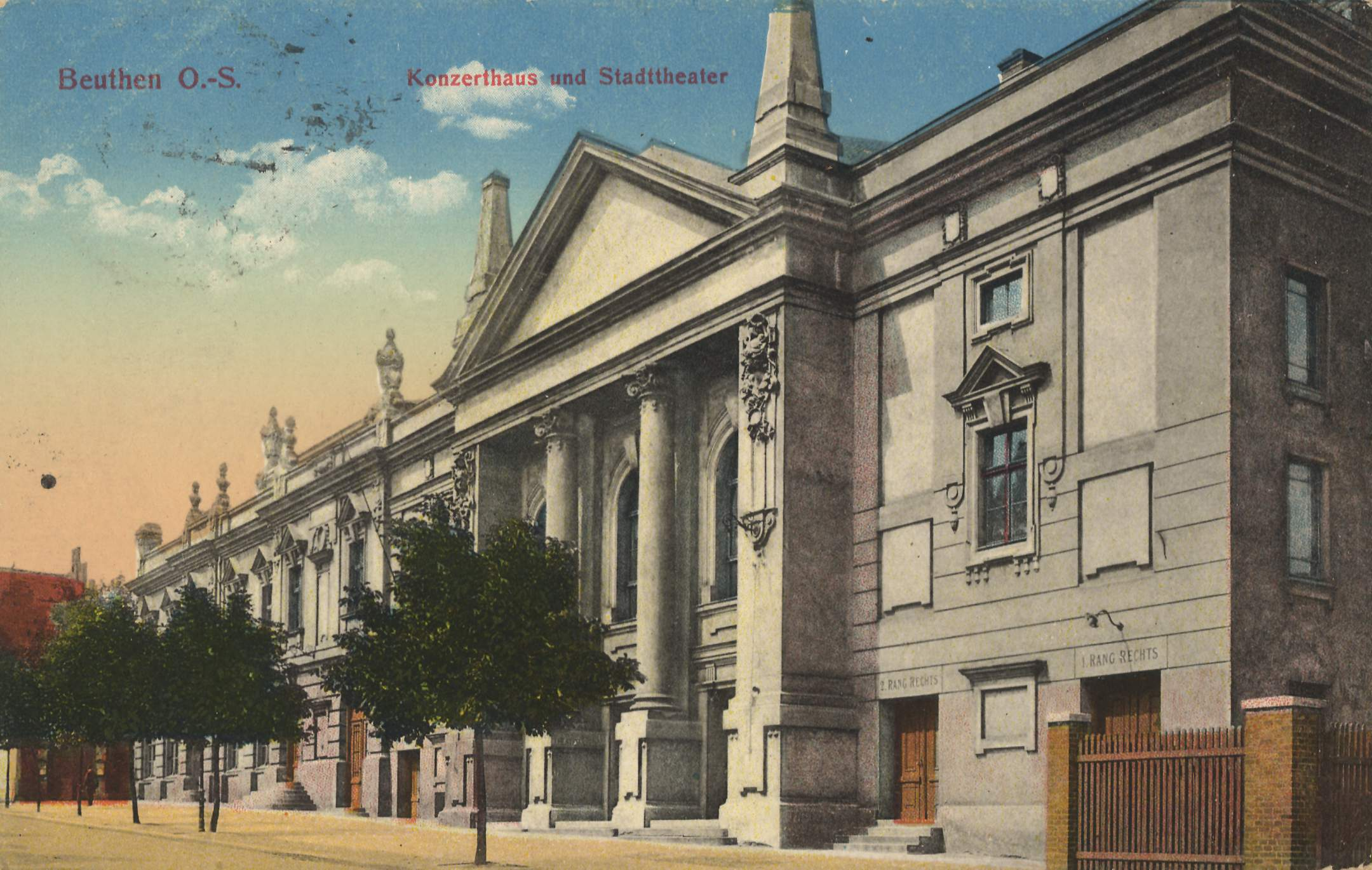
Elewacja południowa (1916)
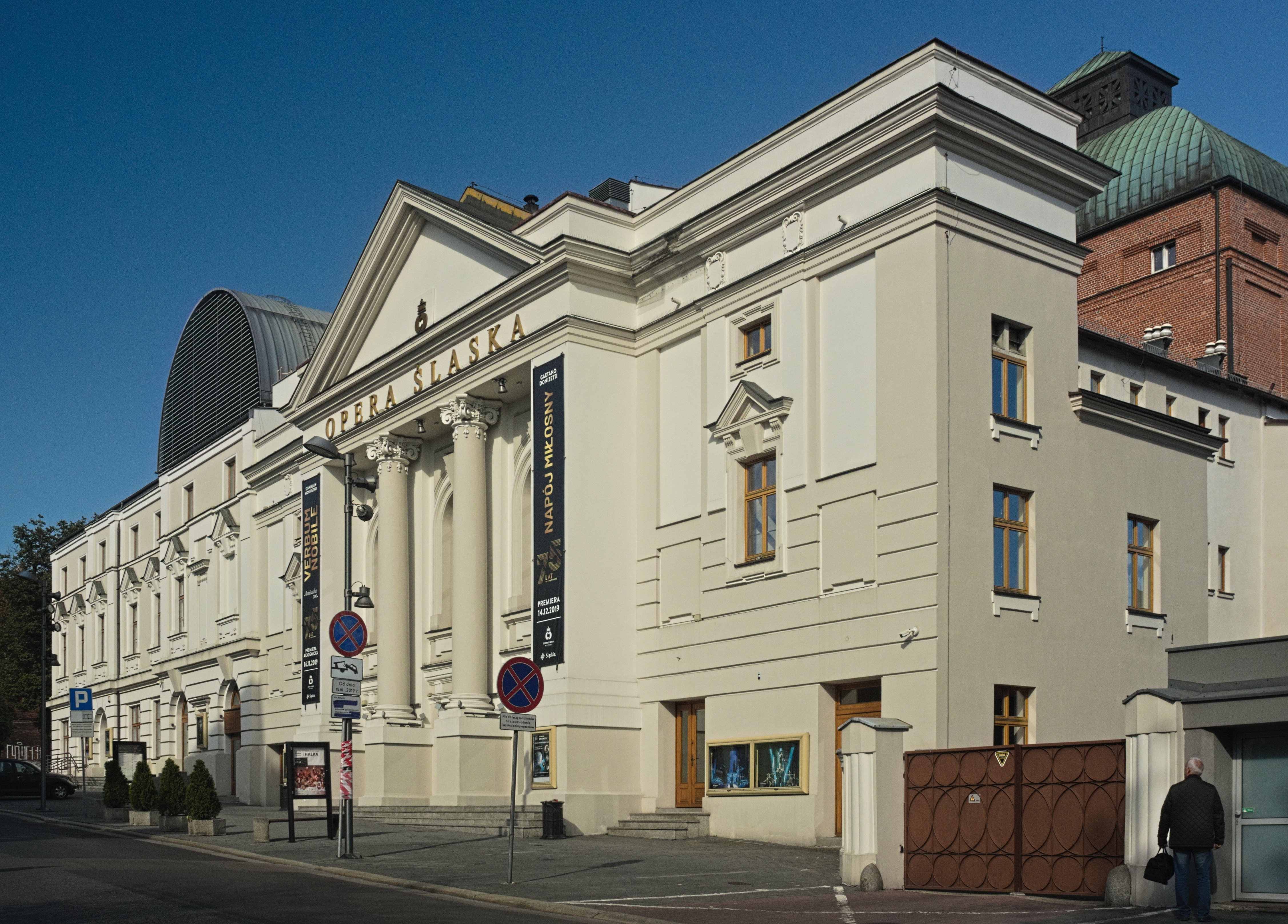
Elewacja południowa (2019)
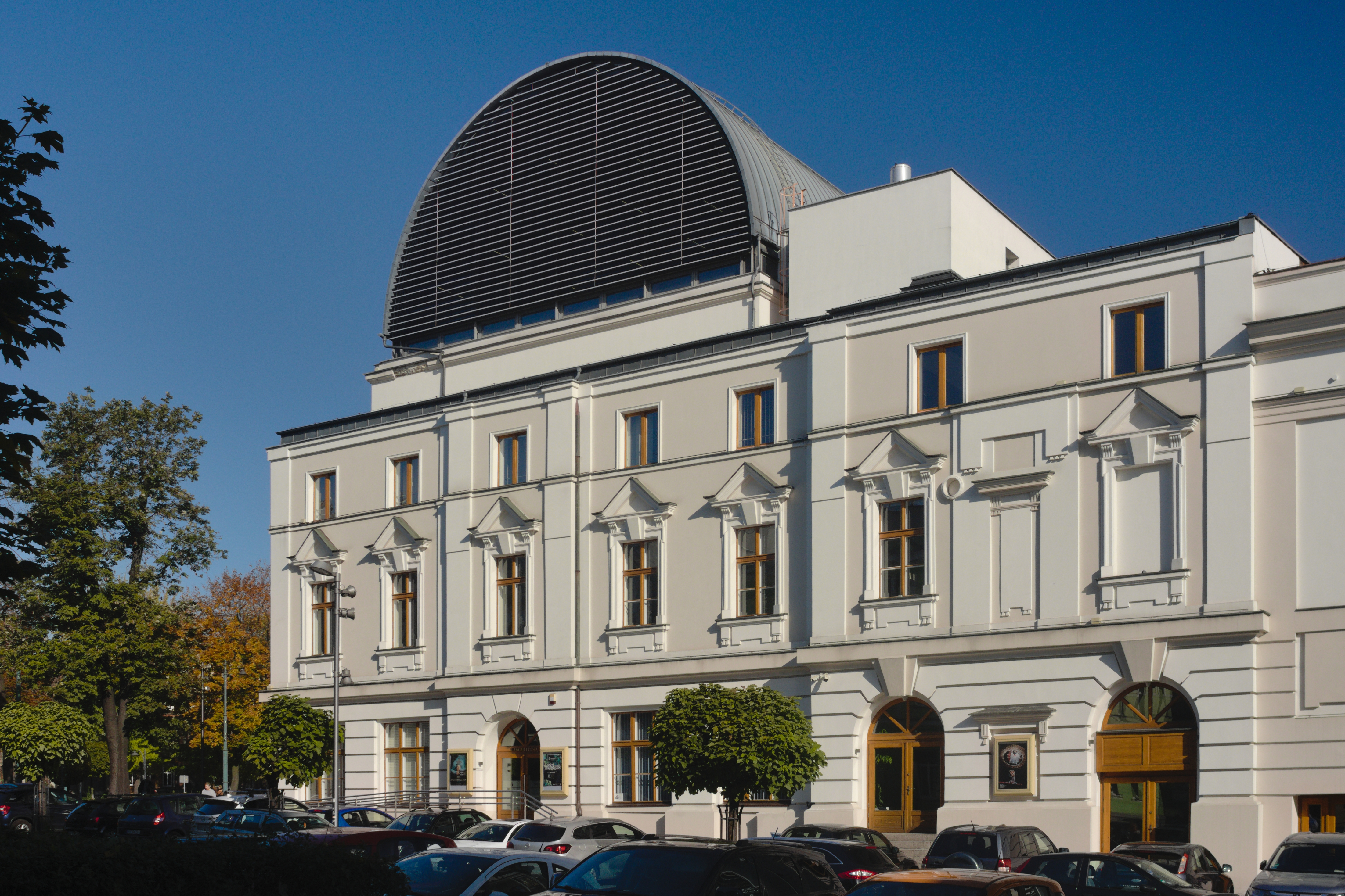
Elewacja południowa (2019)
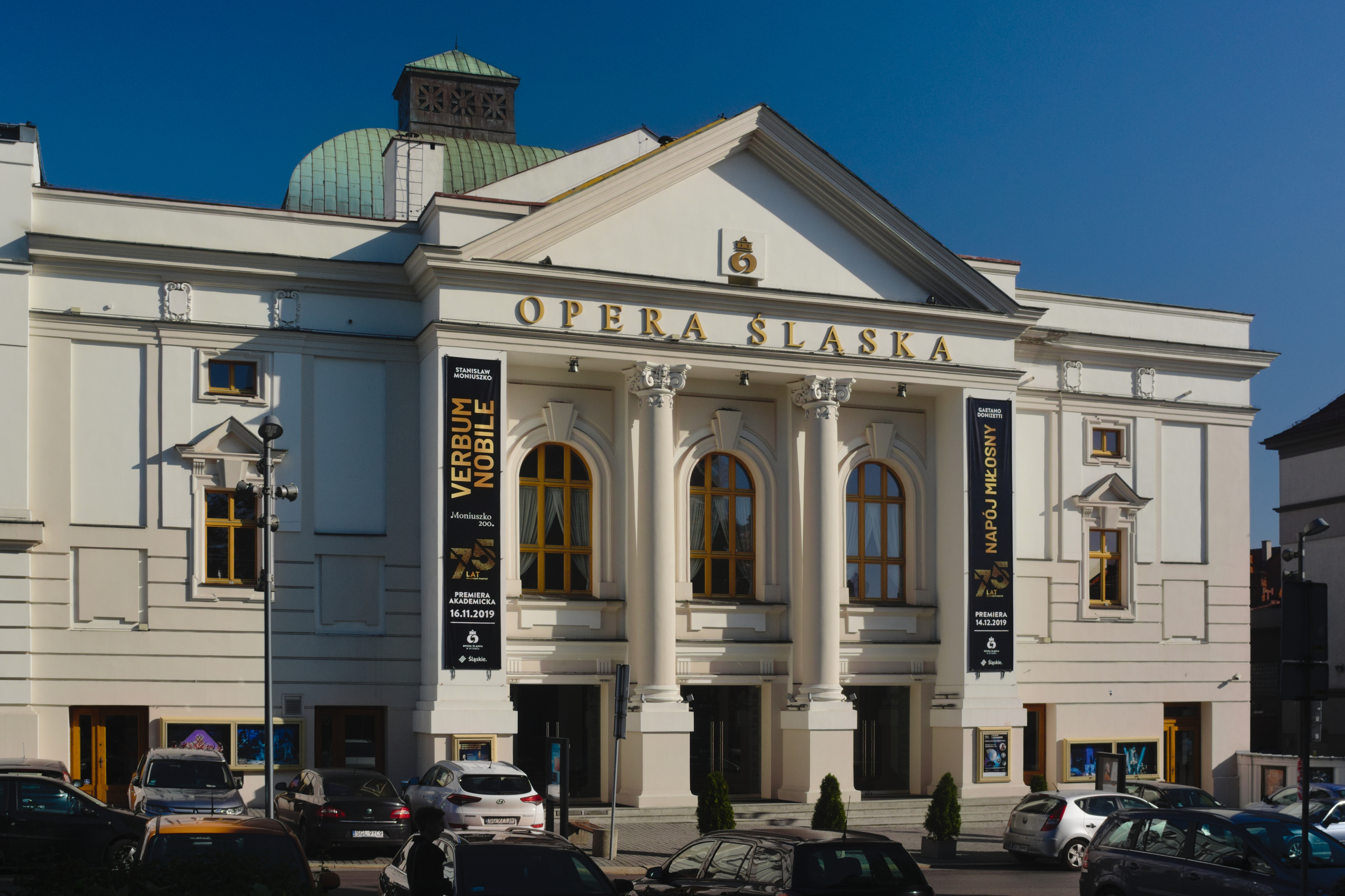
Elewacja południowa (2019)
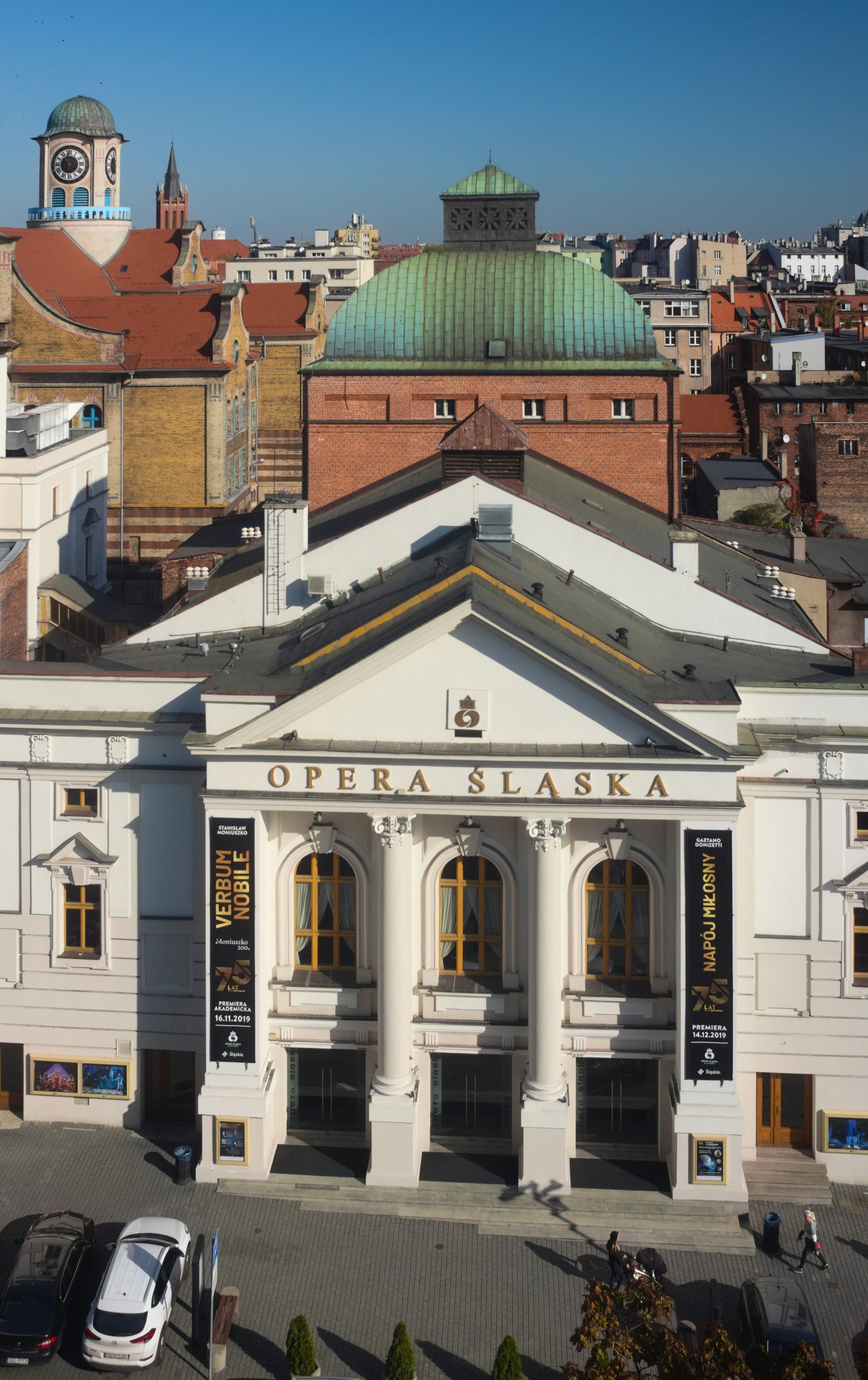
Elewacja południowa (2019)
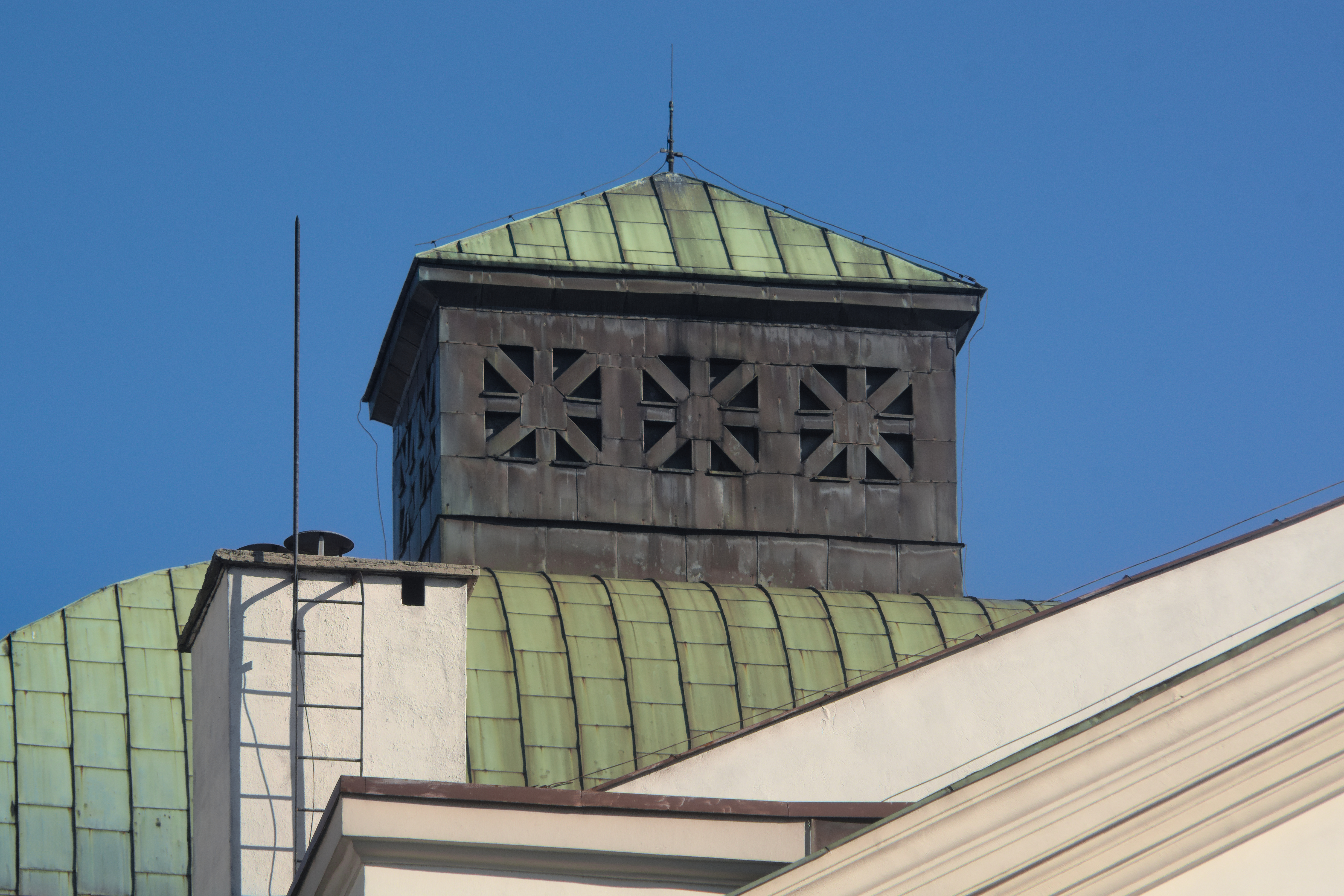
Komin sznurowni (2019)
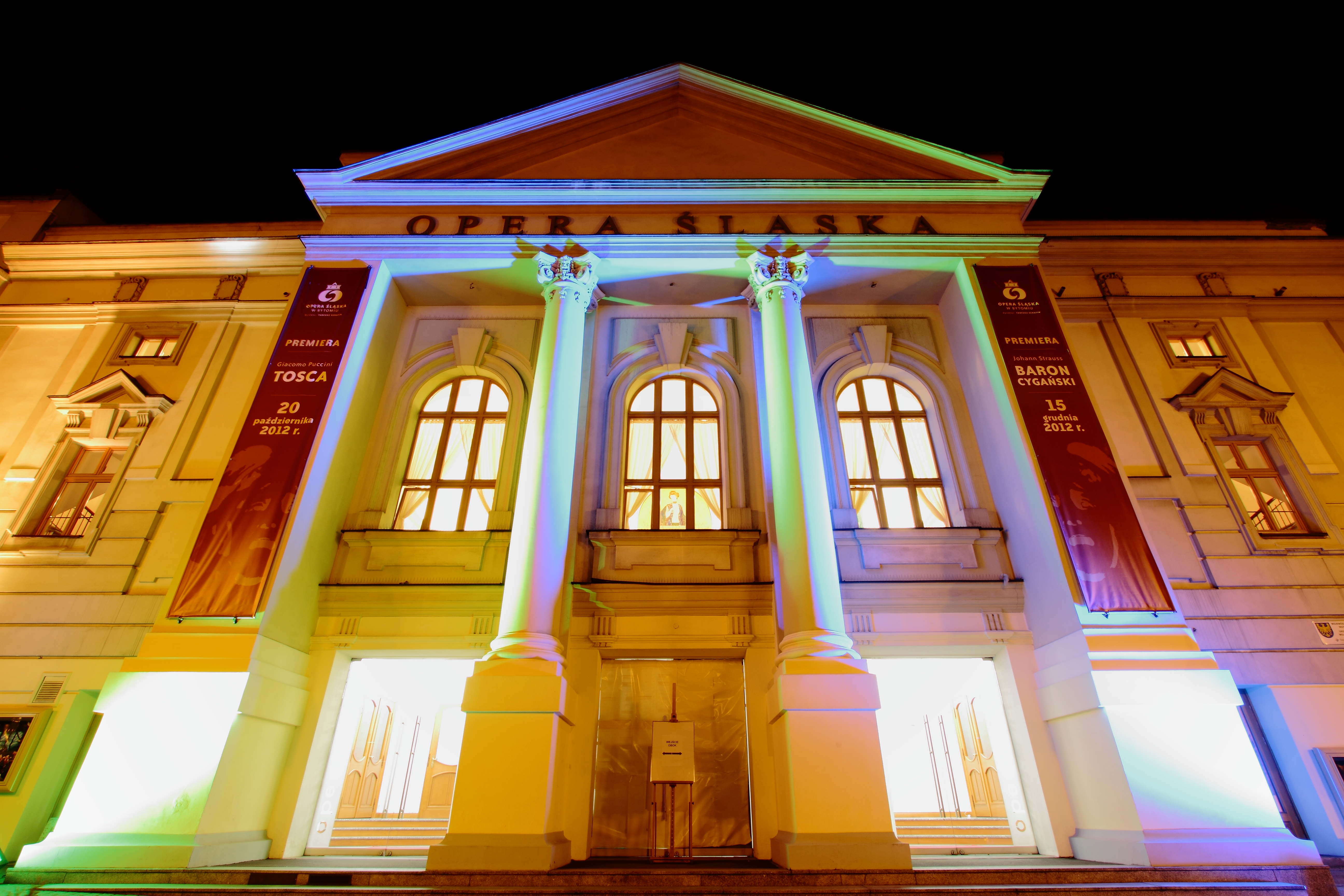
Elewacja południowa nocą (2012)
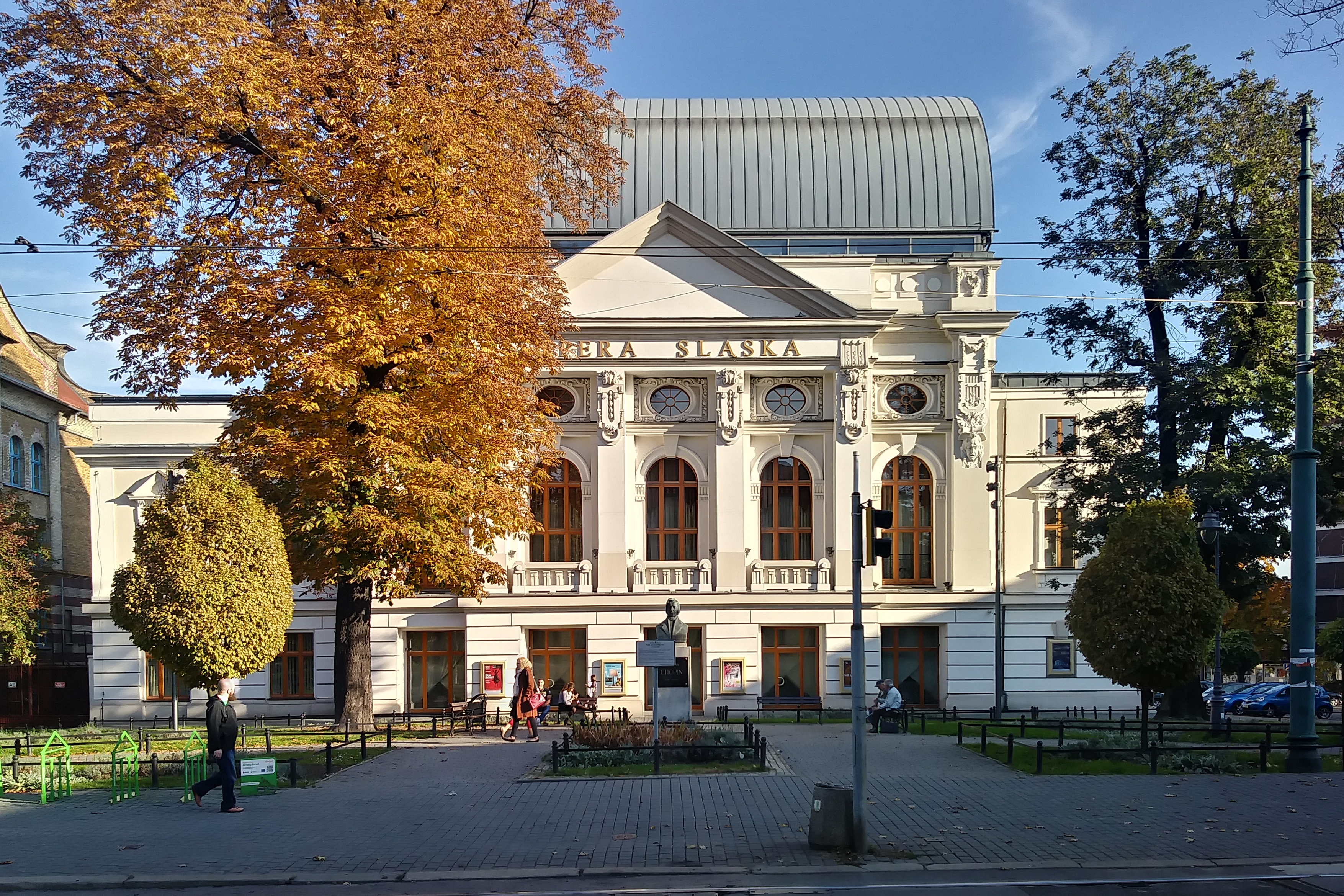
Elewacja zachodnia (2019)
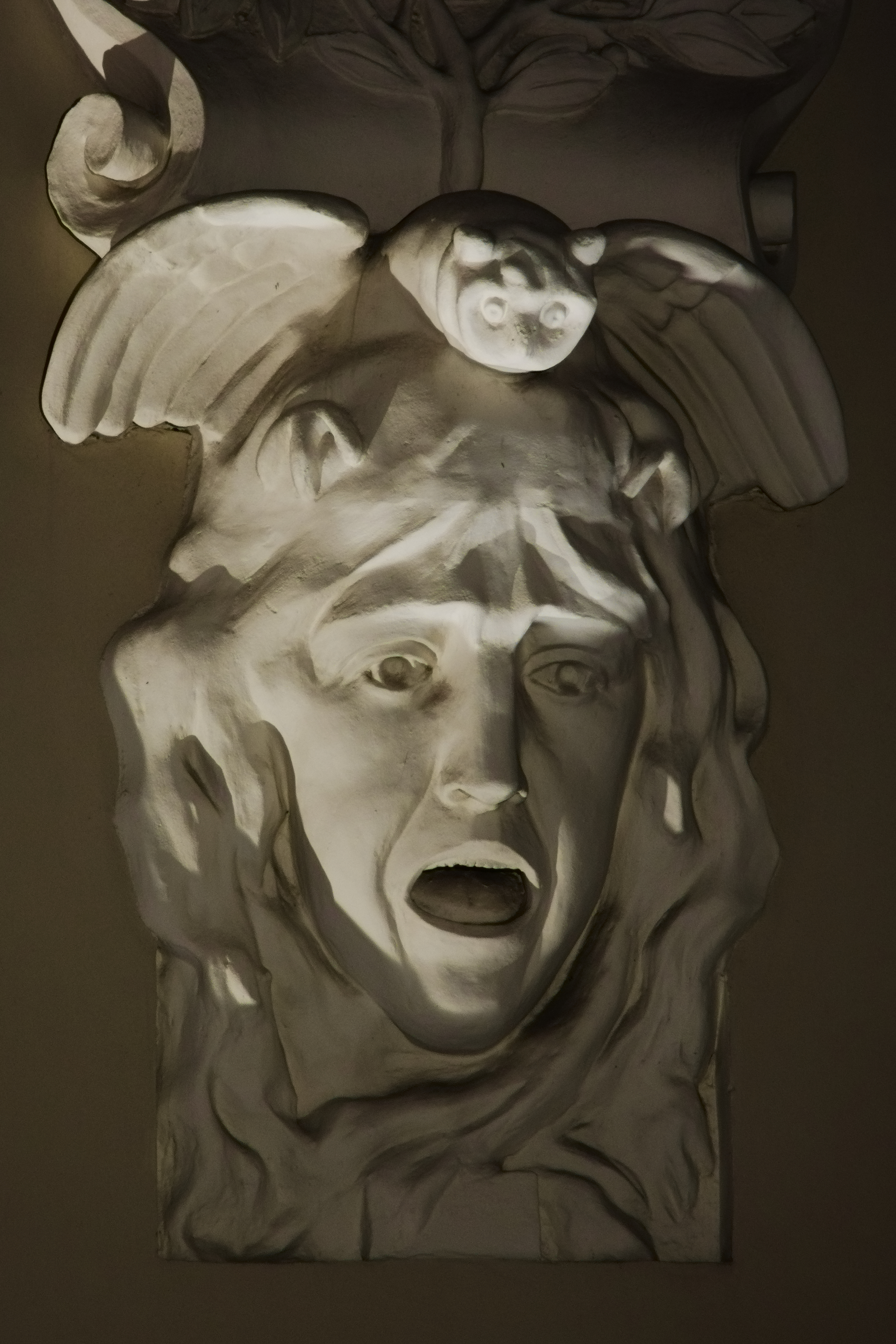
Maszkaron na elewacji zachodniej (2019)
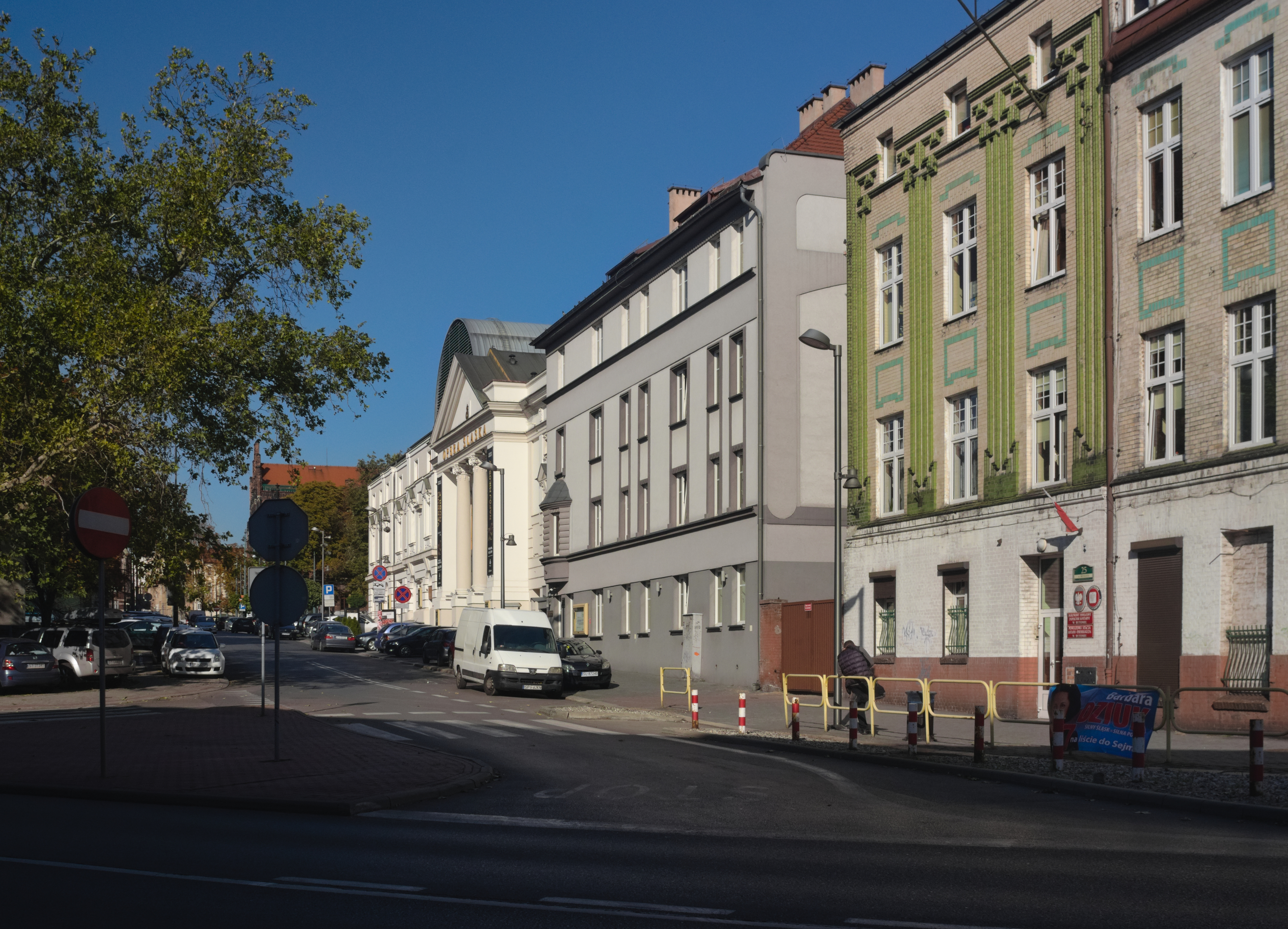
Dyrekcja Opery Śląskiej (w centrum, 2019)
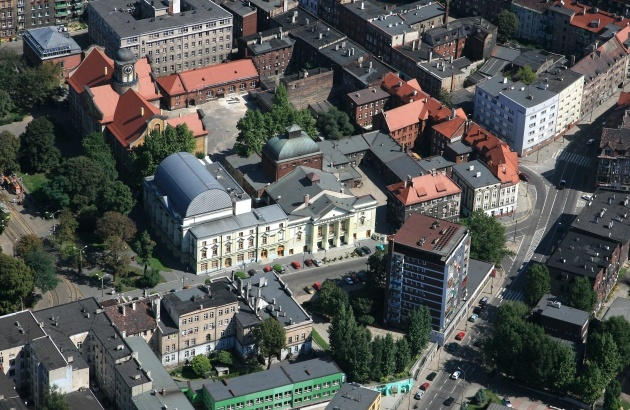
Widok z lotu ptaka (przed 2010)
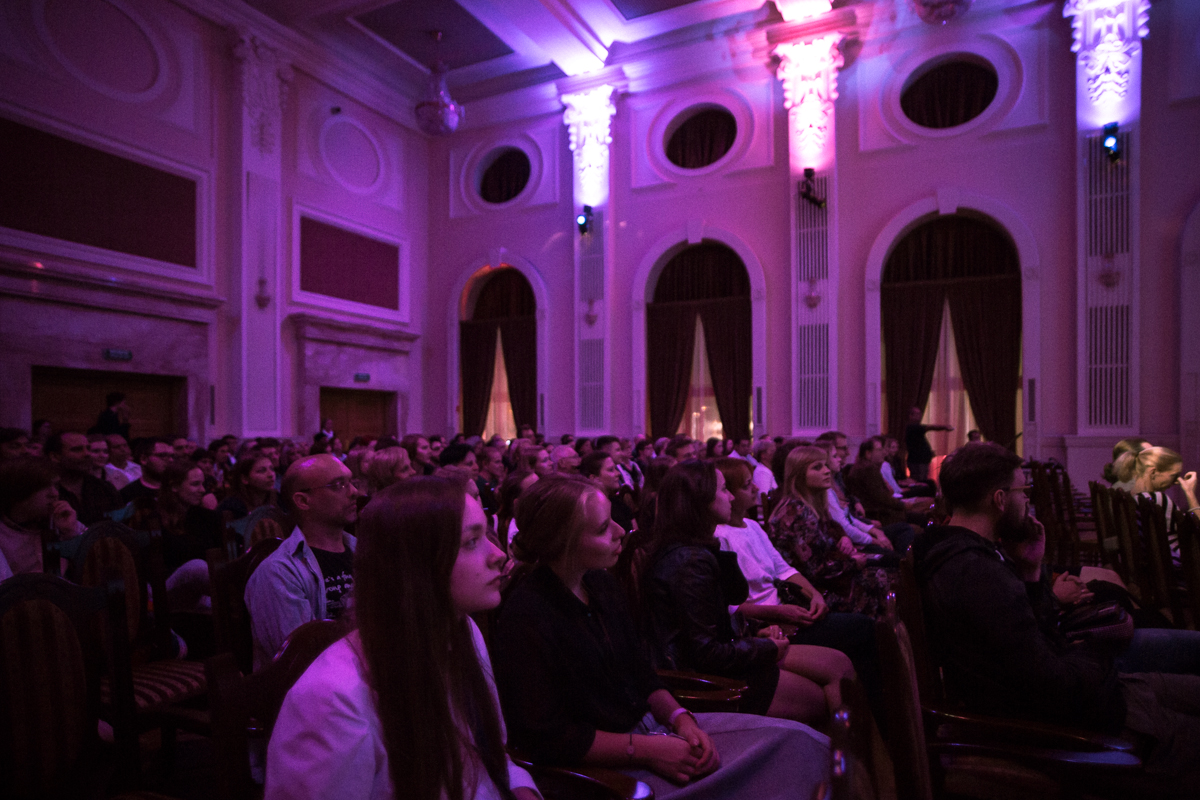
Sala im. Adama Didura (2018)
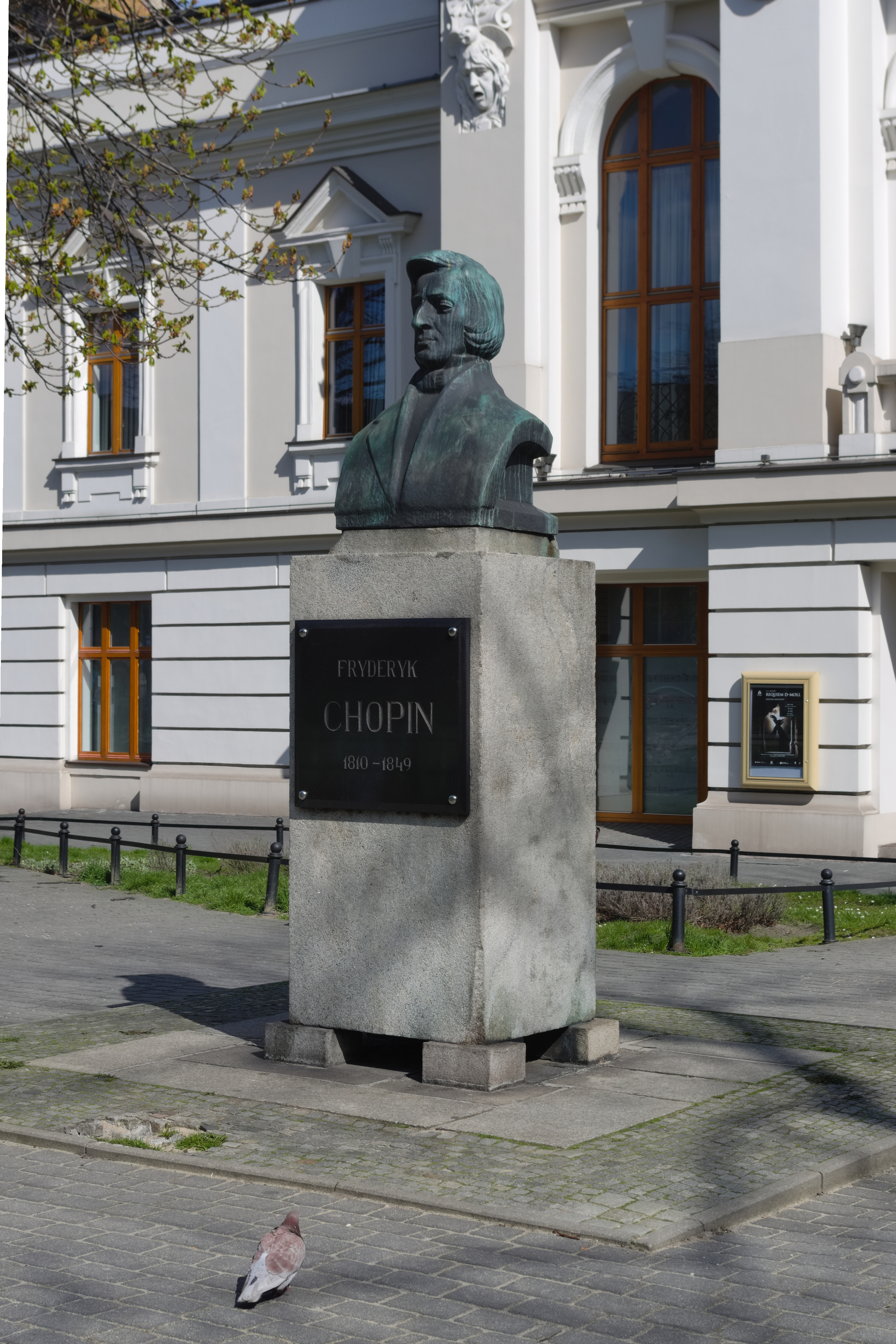
Pomnik Fryderyka Chopina (2021)